# Байба Бендіка
Байба Бендіка (27 червня 1991 , Цесіс ) — латвійська біатлоністка і лижниця. Перша в історії жіночого латвійського біатлону чемпіонка Європи 2021 року.

## Кар'єра
Від 4 років займалася лижними перегонами, спортивним орієнтуванням та футболом. Біатлоном почала займатися 2000 року, першим тренером був Юріс Стіпнієкс, потім тренувалася під керівництвом Валдіса Берзіньша. Закінчила Розульську початкову школу, Цесіську державну гімназію, Відземський вищий навчальний заклад. Нині тренується під керівництвом Ілмарса Бріціса та Віталія Урбановича. За національну збірну на Кубку світу дебютувала 2011 року.
Спочатку Бендіка показувала скромні результати, не завжди відбираючись на Кубок світу. 2012 року біатлоністка дебютувала на Чемпіонаті світу в німецькому Рупольдінгу, проте там вона посіла місця наприкінці першої сотні. Результати біатлоністки різко зросли в сезоні 2015–2016, коли вона змогла поліпшити швидкість і точність стрільби. На етапі Кубка світу канадському Кенморі спортсменка не лише набрала свої перші залікові бали, а й увійшла до п'ятірки найкращих у спринті. Завдяки цьому Бендіка потрапила на квіткову церемонію та показала найкращий результат на Кубку світу в історії жіночого біатлону своєї країни. Цей результат біатлоністка потім підкріпила двома потрапляннями до двадцятки найкращих на етапі в американському Преск-Айлі.
У сезоні 2018—2019 посіла 47-ме місце в загальному заліку, а це найкращий результат за чотири сезони. Найкращий результат в окремих змаганнях — 5-те місце в індивідуальних перегонах на 15 км у Поклюці.
29 січня 2021 року на чемпіонаті Європи в польському місті Душники-Здруй Бендіка здобула золоту медаль у спринті.
Взяла участь у лижних перегонах на чемпіонаті світу з лижних видів спорту 2021 року в Обертсдорфі. 24 лютого посіла перше місце у кваліфікації до перегонів на 10 км вільним стилем, що відбудуться 2 березня.

## Результати за кар'єру
Усі результати наведено за даними Міжнародного союзу біатлоністів.

### Олімпійські ігри
(станом на 01.01.2022)
| Змагання       | Інд. перегони | Спринт | Пересл. | Мас-старт | Естафета | Змішана ес. |
| -------------- | ------------- | ------ | ------- | --------- | -------- | ----------- |
| Пхьончхан 2018 | 39            | 39     | 33      | —         | —        | —           |

### Чемпіонати світу
| Змагання                  | Інд. перегони | Спринт | Пересл. | Мас-старт | Естафета | Змішана ес. | Од. змішана ес. |
| ------------------------- | ------------- | ------ | ------- | --------- | -------- | ----------- | --------------- |
| Рупольдінг 2012           | 99            | 95     | —       | —         | —        | 23          | Не пров.        |
| Нове Место 2013           | 98            | 91     | —       | —         | —        | 23          | Не пров.        |
| Контіолахті 2015          | 92            | 83     | —       | —         | —        | —           | Не пров.        |
| Голменколлен 2016         | 65            | 78     | —       | —         | —        | 25          | Не пров.        |
| Гохфільцен 2017           | 65            | 50     | 27      | —         | —        | 25          | Не пров.        |
| Естерсунд 2019            | 52            | 17     | 23      | 27        | —        | 23          | 10              |
| Антгольц-Антерсельва 2020 | 25            | 12     | 9       | 18        | 23       | 21          | 17              |
| Поклюка 2021              | 52            | 26     | 18      | 9         | 22       | 23          | 14              |

### Кубки світу
- Найвище місце в загальному заліку: 32-ге 2020 року.
- Найвище місце в окремих перегонах: 5-те.

#### Підсумкові місця в Кубку світу за роками
| Сезон     | Інд. перегони | Інд. перегони | Спринт | Спринт | Перегони пер. | Перегони пер. | Мас-старт | Мас-старт | Заг. залік | Заг. залік |
| Сезон     | Бали          | Місце         | Бали   | Місце  | Бали          | Місце         | Бали      | Місце     | Бали       | Місце      |
| --------- | ------------- | ------------- | ------ | ------ | ------------- | ------------- | --------- | --------- | ---------- | ---------- |
| 2015–2016 | -             |               | 70     | 38     | 35            | 51            | 18        | 43        | 123        | 49         |
| 2016–2017 | 6             | 65            | -      |        | 39            | 49            |           |           | 45         | 69         |
| 2017–2018 | 43            | 16            | 25     | 63     | 10            | 69            | 4         | 49        | 82         | 55         |
| 2018–2019 | 43            | 24            | 61     | 44     | 18            | 64            | 8         | 45        | 130        | 46         |
| 2019–2020 | 33            | 32            | 85     | 34     | 86            | 20            | 23        | 38        | 227        | 32         |
| 2020–2021 | -             |               | 40     | 81     | 57            | 39            |           |           |            |            |

### Чемпіонати Європи
- Золота медаль у спринті 2021 року.